# 北鉄金沢中央バス

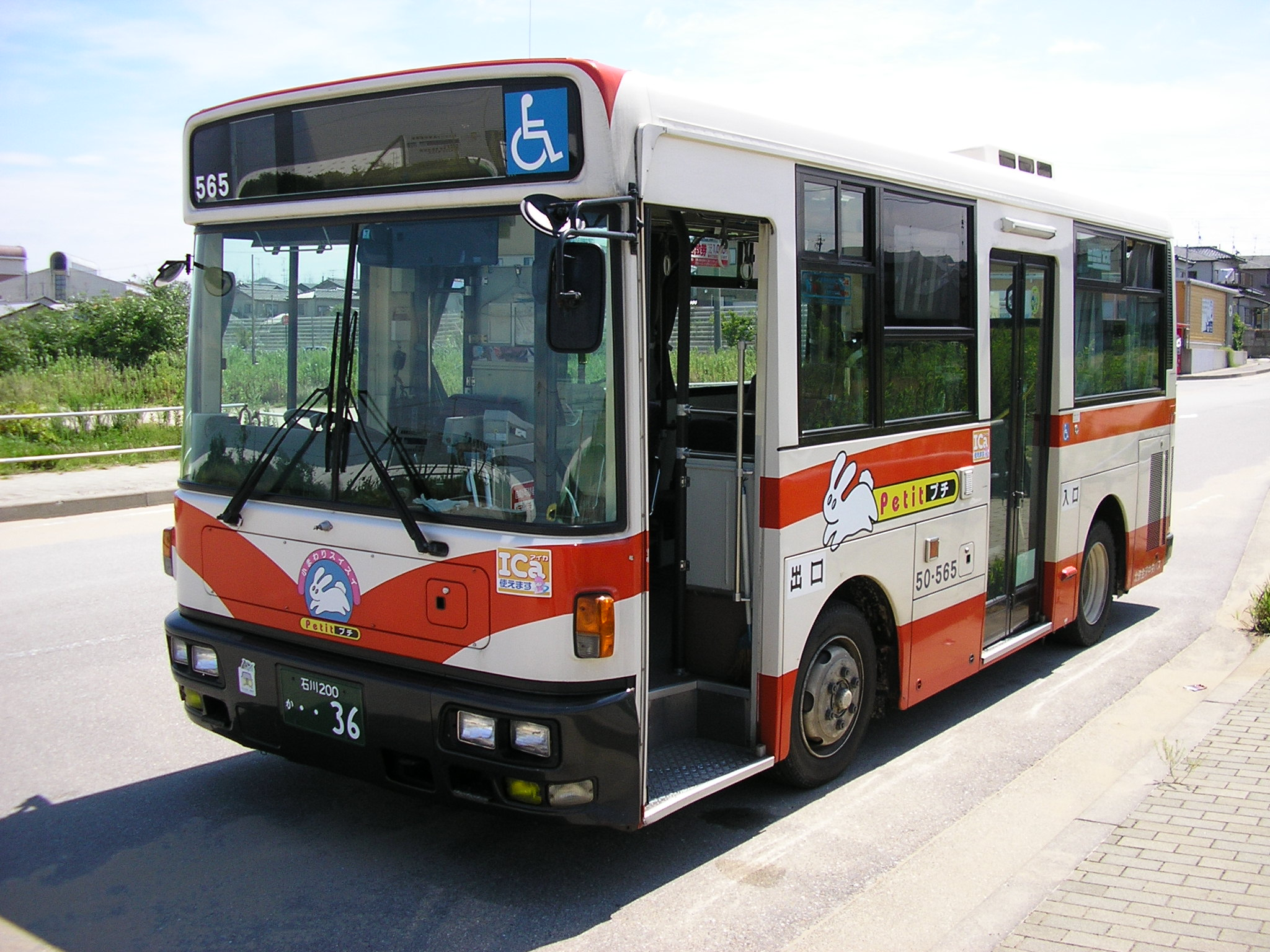
一般路線バス（2006年内灘町にて）

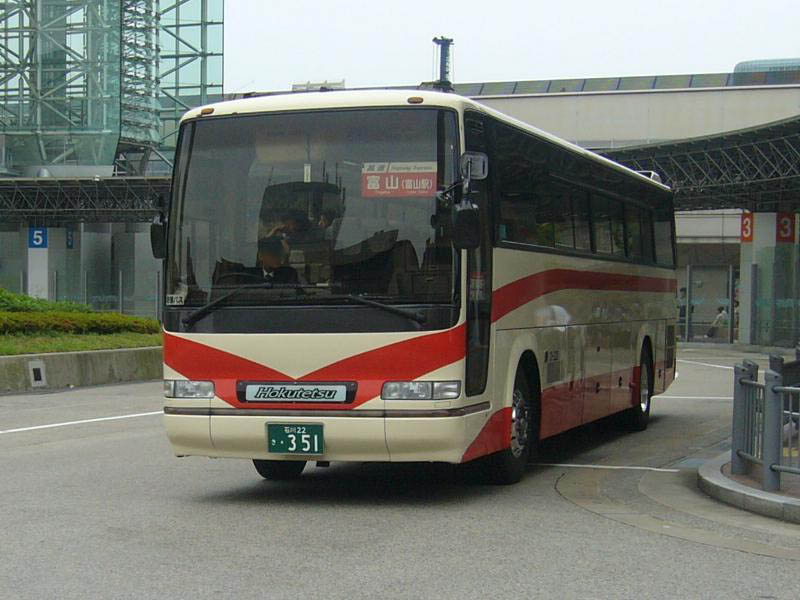
高速バス金沢～富山線（2006年金沢駅前にて）

北鉄金沢中央バス株式会社（ほくてつかなざわちゅうおうバス）は、石川県金沢市にあった北陸鉄道グループのバス会社。本社は石川県金沢市割出町562番地の1。
親会社の北陸鉄道より路線バスを譲り受け、金沢市を中心に数多くの路線網を展開していた。また貸切バスも営業していた。
2004年3月からは、金沢市と大阪市（共同運行会社：阪急バス）、富山市（同：富山地方鉄道）を結ぶ高速バス路線の運行も行っていた。
同じく金沢市に本社を置いていたグループ会社｢ほくてつバス｣同様、一般路線車を中心にご当地ナンバー｢金沢ナンバー｣への急速な転換を進めていた。
2012年10月にほくてつバス、加賀白山バス野々市営業所と合併して北鉄金沢バスになった。

## 営業所所在地
- 本社営業所（北陸鉄道本社、および金沢営業所に隣接）

石川県金沢市割出町562番地1

## 高速バス

### 金沢 - 富山線
石川県金沢市と富山県富山市を結ぶ。 富山地方鉄道と共同運行。予約不要の座席定員制。
概説
- 開業にあたって、JR北陸本線と直接競合することや以前運行していた金沢 - 高岡線（現在の路線とは経路が異なる。詳細は#金沢 - 高岡線参照）が4年強で廃止に追い込まれたことから、需要への懸念も少なくなかった。しかし、富山市中心部・郊外と金沢市の片町・香林坊など中心繁華街が乗り換えなしでダイレクトで結ばれたこと、片道900円（回数券を使用すれば750円）という格安運賃、2時間ごとに1本というフリークエンシーが奏効し、開業当初から好評を博しており、その後増便が行われている。

主要停留所
兼六園下 - 広坂 - 香林坊 - 武蔵ヶ辻 - 金沢駅東口 - 金沢東警察署前 - 高柳 ⇔ 西上袋 - 富山市民病院 - 総曲輪 - 富山市役所 - 富山駅前
沿革
- 2004年3月6日 - 運行開始。
- 2005年3月末 - 1日16往復に増便。1時間間隔での運行となる。
- 2009年7月4日 - 土日・祝日のみ4往復増便。1日20往復の運行となり、一部時間帯は30分間隔の運転となった。

備考
- 10枚綴りの回数券が販売されている。（7500円、1回あたり750円）

### 金沢 - 大阪線
石川県金沢市と大阪府大阪市を結ぶ高速バス。1日2往復、阪急バスと共同運行。
主要停留所

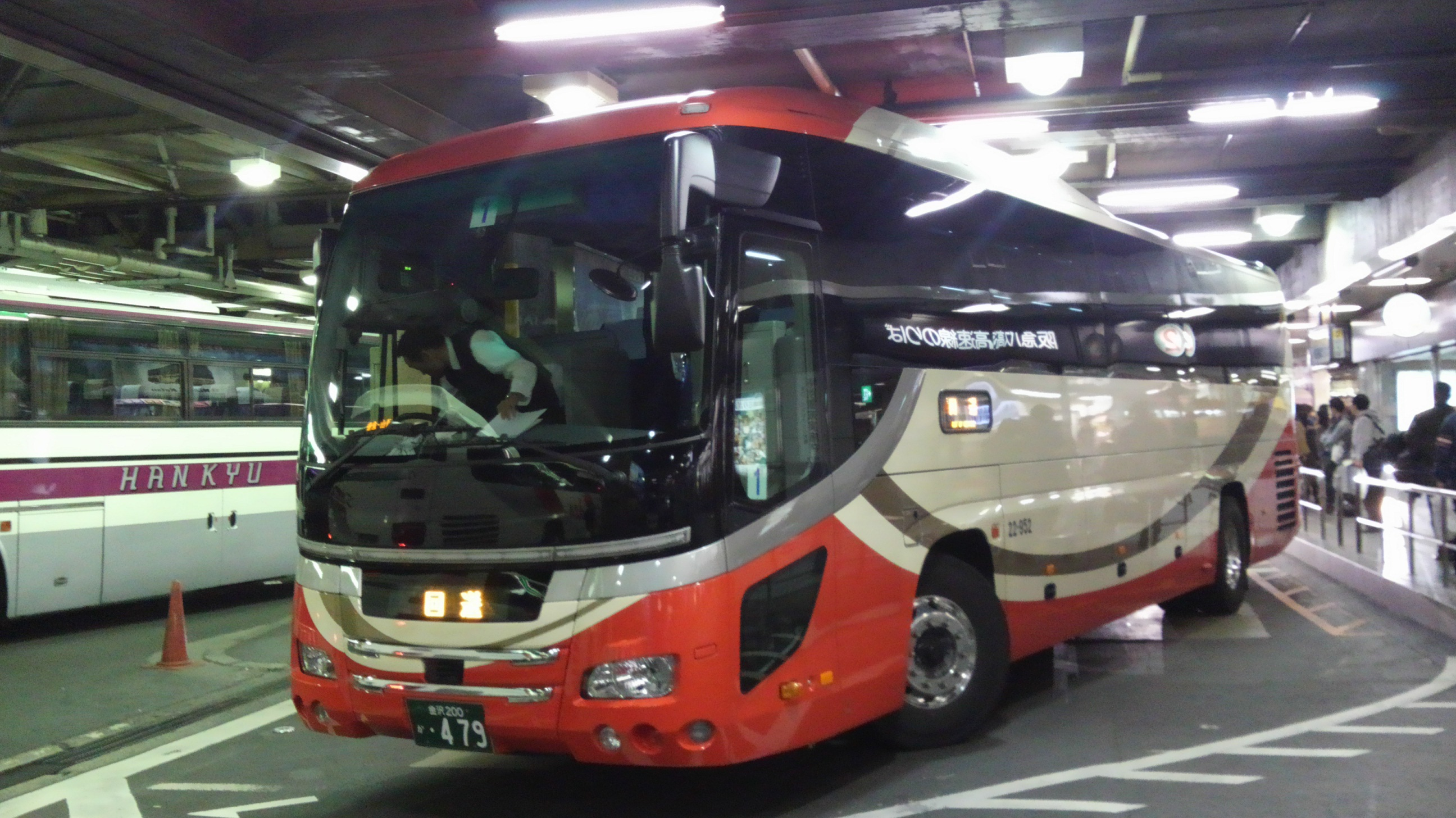
大阪－金沢線で使用されるセレガ。北鉄グループの都市間高速車としては14年ぶりの日野車導入。

兼六園下 - 香林坊 - 武蔵ヶ辻 - 金沢駅東口 - 駅西合庁前 - 松任海浜公園 - 北陸小松 - 尼御前 ⇔ 京都深草 - 名神高槻 - 千里ニュータウン - 新大阪 - 大阪梅田（阪急三番街）
沿革
- 2004年3月6日 - 京滋バイパス経由で運行開始。当時のルートは金沢駅東口 - 武蔵ヶ辻 - 香林坊 - 片町 - 松任海浜公園 - 北陸小松 - 尼御前 ⇔ 名神高槻 - 千里ニュータウン - 阪急三番街。
- 2009年10月1日 - 京都深草への停車開始に伴い、京滋バイパス経由から名神高速道路経由に変更。
- 2011年3月16日 - 金沢側については金沢駅東口始発から兼六園下始発に変更。大阪側では新大阪に停車開始。
- 2011年7月30日 - 同年11月27日までの期間限定で、土日祝日に金沢午前発と大阪午後発1往復を試験増便。さらに翌年4月まで試験増便を延長。
- 2020年4月1日 - 運行休止。

備考
- 北陸各地～関西間で並行するJR特急｢サンダーバード（旧：雷鳥）｣に対して商品力を高める狙いや、また金沢 - 大阪間でJRバス「北陸道昼特急大阪号・北陸ドリーム大阪号」と直接競合する事情もあり、両社とも独立3列シート29人乗りの車両を使用している。JRバスに対して2往復と運行回数は少ないものの、週末・連休時には増車で対応している。
- 尼御前 - 京都深草間を途中休憩以外はノンストップとし、さらに大阪側でも阪急バスには珍しく大山崎・茨木ICには寄らず、結果的に速達性を高めていた。しかし2018年4月、当局からの指導により20分程度余裕を持ったダイヤに改められた。
- 金中バス担当便は南条SAと菩提寺PAで、阪急バス担当便は北鯖江PAと多賀SAで休憩する。
- 片道4時間半以上かつ300km以上の路線だが、日帰りワンマンでの運行となる。

### 金沢 - 高岡線
石川県金沢市と富山県高岡市を結ぶ。加越能鉄道（現在の加越能バス）と共同運行。予約不要の座席定員制。
概説
- 本路線は1991年12月から1995年3月の間も運行され、当時は北陸鉄道と加越能鉄道（当時の社名）が共同運行を行っていたが、週末や祝日のみの運行だったことに加え、高岡駅 - 瑞穂町 - 福岡駅 - 石動駅 - 小矢部IC -（北陸自動車道） - 金沢東IC - 橋場町 - 武蔵ヶ辻 - 金沢駅という、昔の「金高急行線」を焼き直したルート設定が致命傷となり、利用者は伸び悩んでいた。晩年には観光バスタイプではなく一般路線車を繰り出す有様だった。
- しかし、前記の金沢 - 富山線が土日・祝日には20往復運行されるほどの好調ぶりを保っており、富山県西部でも金沢へ向かう高速バスのニーズが高まっていた。そこで北鉄金沢中央バスと加越能鉄道（当時の社名）は経路を見直した上で本路線を復活させた。

沿革
- 1991年12月 - 運行開始。
- 1995年3月 - 路線廃止。
- 2010年3月20日 - 再度運行開始。
- 2015年7月16日 - 金沢駅東口を起点に武蔵ヶ辻 - 香林坊 -　兼六園下 - 旭町と辿り、金沢東部環状道路を経て金沢森本ICから北陸道に入っていた金沢側のルートを、兼六園下始発で富山線と同じルートに改める。
- 2019年4月1日 - 運行から撤退し、加越能バスの単独運行となる。（運行支援は継続）

主要停留所
兼六園下 - 広坂 - 香林坊 - 武蔵ヶ辻 - 金沢駅東口 - 金沢東警察署前 - 高柳 ⇔ 砺波駅南 - 砺波市役所前 - 戸出4丁目 - 高岡テクノドーム前 - 高岡駅前 - 広小路 - 志貴野中学校前 - 職業安定所前
備考
富山線と同様、10枚綴り回数券が販売されている。

## 一般路線一覧（2009年5月31日時点）
- 北陸鉄道旧・西部営業所（現・金沢営業所）管轄だった路線が主体で、さらに日野車も多く昔ながらの西部営業所の雰囲気を色濃く残していたが、現在は三菱ふそう・エアロスターも大幅に増えている。
  - 内灘町を走る鶴ヶ丘線と運転免許センター線を北陸鉄道から委託され、その後正式に譲渡された。
  - 金沢市中心部と石川県庁・石川県立中央病院を結ぶシティライナーを運行。詳しくはシティライナー (北陸鉄道)参照。
  - 金沢市安原地区、旭町方面へのバスも運行。
  - 2005～2008年にかけて新たに誕生した大型商業ゾーンの付近を走行する路線を多く持っている。大桑地区の商業ゾーンの完成に伴い笠舞駅西線の終点を「大桑住宅」から「大桑本町」へと延伸したり、2008年12月21日からは「イオン金沢示野ショッピングセンター（現・イオンタウン金沢示野）」に乗り入れを開始したが、2007年11月下旬オープンの「アピタタウン金沢ベイ」と「コンフォモール内灘は未だに既存バス路線の乗り入れ、延伸などは行われていない。（ただし、コンフォモール内灘には内灘町コミュニティバスの乗り入れがされている。）2008年10月31日にはかほく市（旧宇ノ気町内）に県内最大級の「イオンかほくショッピングセンター（現・イオンモールかほく）」が開業したが、イオン側の用意した無料シャトルバス（金城タクシーが受託運行）によるアクセスが主流となり、付近を走行する71系統「内灘線」の乗り入れは実施されていない。なお、直接このことと関連している訳ではないが、同路線はこれに前後して減便（区間便の廃止）が行われている。

### 00番台（県庁方面・シティライナー）
- 01「中央病院線」県庁前～西念南～金沢駅西口～香林坊～野町駅
- 02「中央病院線」中央病院～県庁前～（01番と同ルート）～野町駅
- 03「畝田住宅線」畝田住宅～市立工業高校前～県庁前～（01番と同ルート）～野町駅
- 65「畝田住宅線」畝田住宅→中橋→野町駅/兼六園下
- 04／19「笠舞駅西線」大桑本町～本多町～香林坊～金沢駅西口～西念南～県庁前～金沢西高校～工業試験場・消費生活支援センター
- 05／19「笠舞駅西線」大桑本町～（04番と同ルート）～金沢駅西口～双葉～県庁前～戸水

### 10番台（小立野・笠舞方面）
- 13「医王山線」金沢駅～香林坊～兼六園下～小立野～金商高校前／旭町～太陽が丘ニュータウン～戸室リサイクルプラザ(土曜・日祝日の一部便が経由)～湯谷原・医王山スポーツセンター
- 14「田上住宅線」金沢駅～（医王山線と同ルート）～如来寺前～金商高校前（下り便のみ）／天徳院前（上り便のみ）～旭町1丁目～加賀田上～田上住宅
- 16「犀川線」金沢駅～リファーレ前（下り）/六枚町（上り）～橋場町～小立野～東部車庫～上辰巳・駒帰
  - 上記の3線は2001年3月まで旧・東部営業所管轄で、その後ほくてつバスに譲渡されたが、2003年4月末の大改正で金中バスに移籍し現在に至る。
  - 犀川線は旧・東部営業所時代の1998年3月より2008年12月20日まで金沢駅西口発着であったが、2008年12月21日の改正で金沢駅東口発着に戻っている。

### 50番台（金沢西部・安原方面）
- 51「安原B線」
  - 金沢駅～香林坊～白菊町～松島北～みどり1丁目～みどり2丁目
  - 金沢駅～香林坊～白菊町～松島北～みどり1丁目～安原工業団地～打木（うつぎ）
- 52「示野線」香林坊・金沢駅西口～桜田～示野ショッピングセンター～済生会病院・下安原
  - 下安原6:52発(月曜～金曜)、7:31発(全日)の金沢駅西口行きは従来の専光寺を経由する。
- 54「安原A線」
  - 金沢駅➡香林坊➡富本町➡松島➡神野町➡上安原➡みどり1丁目➡二塚➡松島北➡松島➡（往路と同ルート）➡金沢駅
  - 金沢駅～香林坊～富本町～松島北～みどり1丁目～上安原～倉部
- 56「西部緑地公園線」金沢駅～（51番安原B線と同ルート）～松島北～西部緑地公園～済生会病院
  - 夏季、健民海浜公園まで延伸する臨時便を運行する（この臨時便では、西部緑地公園と健民海浜公園の間の停留所には停車しない。）
  - 石川県立野球場で中日ドラゴンズ主催の公式戦が行われる際には、金沢駅～西部緑地公園間に臨時バスを運行している。

### 60番台（金石方面）
- 「畝田住宅線」
  - 62「畝田住宅線」大野港～金石～市立工業高校前～藤江北～県庁前～中央病院(平日朝は金沢駅西口まで延長)
  - 65「畝田住宅線」畝田住宅→中橋→兼六園下/香林坊（朝の上り便のみ）

### 70番台（諸江・内灘方面）
- 71「内灘線」兼六園下～香林坊～金沢駅西口～西割出～内灘駅～大崎北口～宇野気駅（内灘駅～宇野気駅のみ運行の区間便は廃止）
- 「鶴ヶ丘住宅線」内灘駅～医科大病院～白帆台ニュータウン

（土曜日・日曜日・祝日は白帆台ニュータウンまで行く便はない。）
- 72「笠舞・駅西線」大桑本町～本多町～香林坊～金沢駅西口～双葉～南新保口～戸水
- 75「中央病院線」金沢駅西口～上諸江～中央病院
- 77「安原線」西割出～金沢駅／金沢駅西口～香林坊

### 80番台（田中方面）
- 86「田中医大線」香林坊～彦三～田中南口～木越住宅～みずき4丁目～向陽台～医大病院
- 86「田中医大線」金沢駅西口～高柳1丁目～田中南口～木越住宅～免許センター（平日のみ）
- 86「田中医大線」免許センター～みずき４丁目～田中南口～彦三～香林坊（平日朝のみ）

### 90番台（旭町・金沢大方面）
- 90「卯辰山線」
  - 金沢駅～香林坊～兼六園下～天神橋～卯辰山公園(上り便のみ)～千寿閣
  - 金沢駅～香林坊～兼六園下～鈴見台2丁目～千寿閣～卯辰山公園
    - 一部便が卯辰山公園へ乗り入れる。
- 91「旭町線」金沢駅～富本町～新竪～兼六園下～旭町～若松～金沢大学
- 95「北陸大学線」金沢駅～香林坊～兼六園下～旭町～山環田上～太陽が丘ニュータウン～北陸大学太陽が丘～中村～北陸大学薬学部
  - 卯辰山線は2001年3月まで旧・柳橋営業所管轄で、その後ほくてつバス北部営業所に移管されたが、2003年4月末の大改正で金中バスに移籍し現在に至る。
  - 旭町線と田中医大病院線は2001年3月まで旧・西部営業所管轄で、その後ほくてつバス北部営業所に移管されたが、2003年4月末の大改正で金中バスに復帰。しかし、旭町線は2020年4月1日のダイヤ改正で廃止された。
  - 北陸大学線は2003年4月26日まで東部営業所（主担当）・西部営業所（副担当）管轄で、翌日にほくてつバス北部営業所に移管されたが、2012年10月の「北鉄金沢バス」発足により、金中バスを継承した中央営業所も運行に加わっている。